# العلاقات التونسية الكوستاريكية
العلاقات التونسية الكوستاريكية هي العلاقات الثنائية التي تجمع بين تونس وكوستاريكا.

## مقارنة بين البلدين
هذه مقارنة عامة ومرجعية للدولتين:
| وجه المقارنة                                              | تونس                                       | كوستاريكا                                 |
| --------------------------------------------------------- | ------------------------------------------ | ----------------------------------------- |
| المساحة (كم2)                                             | 163.61 ألف                                 | 51.10 ألف                                 |
| عدد السكان (نسمة)                                         | 11.53 مليون                                | 4.91 مليون                                |
| الكثافة السكانية (ن./كم²)                                 | 70.47                                      | 96.09                                     |
| العاصمة                                                   | تونس                                       | سان خوسيه                                 |
| اللغة الرسمية                                             | اللغة العربية                              | اللغة الإسبانية                           |
| العملة                                                    | دينار تونسي                                | كولون كوستاريكي                           |
| الناتج المحلي الإجمالي (بليون دولار)                      | 40.26 مليار                                | 57.06 مليار                               |
| الناتج المحلي الإجمالي (تعادل القوة الشرائية) بليون دولار | 129.05 مليار                               | 74.98 مليار                               |
| الناتج المحلي الإجمالي الاسمي للفرد دولار أمريكي          | 3.87 ألف                                   | 11.26 ألف                                 |
| الناتج المحلي الإجمالي للفرد دولار أمريكي                 | 11.44 ألف                                  | 14.92 ألف                                 |
| مؤشر التنمية البشرية                                      | 0.721                                      | 0.766                                     |
| رمز المكالمات الدولي                                      | +216                                       | +506                                      |
| رمز الإنترنت                                              | .tn                                        | .cr، قائمة نطاقات المستوى الأعلى للإنترنت |
| المنطقة الزمنية                                           | ت ع م+01:00، توقيت وسط أوروبا، ت ع م+02:00 | 00                                        |

## منظمات دولية مشتركة
يشترك البلدان في عضوية مجموعة من المنظمات الدولية، منها:
| علم المنظمة | اسم المنظمة                               | تاريخ انضمام تونس | تاريخ انضمام كوستاريكا |
| ----------- | ----------------------------------------- | ----------------- | ---------------------- |
|             | يونسكو                                    | 8 نوفمبر 1956     | 19 مايو 1950           |
|             | الفريق المعني برصد الأرض                  | ?                 | ?                      |
|             | مؤسسة التمويل الدولية                     | 25 يوليو 1962     | 20 يوليو 1956          |
|             | المركز الدولي لتسوية المنازعات الاستشارية | 14 أكتوبر 1966    | 27 مايو 1993           |
|             | منظمة حظر الأسلحة الكيميائية              | ?                 | ?                      |
|             | مؤسسة التنمية الدولية                     | 30 ديسمبر 1960    | 30 يونيو 1961          |
|             | منظمة التجارة العالمية                    | ?                 | ?                      |
|             | وكالة ضمان الاستثمار متعدد الأطراف        | 7 يونيو 1988      | 8 فبراير 1994          |
|             | الاتحاد البريدي العالمي                   | ?                 | ?                      |
|             | الاتحاد الدولي للاتصالات                  | 14 ديسمبر 1956    | 13 سبتمبر 1932         |
|             | منظمة الشرطة الجنائية الدولية             | ?                 | ?                      |
|             | الأمم المتحدة                             | 12 نوفمبر 1956    | 2 نوفمبر 1945          |
|             | البنك الدولي للإنشاء والتعمير             | 14 أبريل 1958     | 8 يناير 1946           |

## وصلات خارجية
- موقع وزارة الخارجية التونسية
- موقع وزارة الخارجية الكوستاريكية